# Madonna del Sasso
Madonna del Sasso é uma comuna italiana da região do Piemonte, província do Verbano Cusio Ossola, com cerca de 445 habitantes. Estende-se por uma área de 15 km², tendo uma densidade populacional de 30 hab/km². Faz fronteira com Arola, Breia (VC), Cellio (VC), Cesara, Civiasco (VC), Pela (NO), Pogno (NO), San Maurizio d'Opaglio (NO), Valduggia (VC), Varallo Sesia (VC).

## Demografia
| Variação demográfica do município entre 1861 e 2011                               |
|                                                                                   |
| Fonte: Istituto Nazionale di Statistica (ISTAT) - Elaboração gráfica da Wikipedia |